# Żelazny Człowiek
Żelazny Człowiek (ros. Железный человек) – nagroda przyznawana corocznie zawodnikowi w rosyjskich rozgrywkach hokeja na lodzie KHL.
Trofeum otrzymuje zawodnik, który w ostatnich trzech sezonach ligowych rozegrał najwięcej meczów. Nagrodę ustanowiła firma World Class.
Jest przyznawana od sezonu 2001/2002 najwyższych rozgrywek hokejowych na terenie obecnej Rosji. Od tego czasu obejmuje sezony:
- Superliga rosyjska w hokeju na lodzie (2002-2008)
- Kontynentalna Hokejowa Liga (od 2008)

## Nagrodzeni
| Sezon     | Zawodnik                           | Klub                        | Liczba meczów |
| --------- | ---------------------------------- | --------------------------- | ------------- |
| 2001/2002 | Dmitrij Zatonski                   | Awangard Omsk               | 165           |
| 2002/2003 | Andriej Subbotin                   | Awangard Omsk               | 179           |
| 2003/2004 | Dmitrij Zatonski                   | Awangard Omsk               | 189           |
| 2004/2005 | Aleksandr Prokopjew                | Awangard Omsk               | 199           |
| 2005/2006 | Witalij Atiuszow                   | Mietałłurg Magnitogorsk     | 195           |
| 2006/2007 | Igor Korolow                       | Mietałłurg Magnitogorsk     | 200           |
| 2007/2008 | Igor Korolow                       | Mietałłurg Magnitogorsk     | 201           |
| 2008/2009 | Danis Zaripow                      | Ak Bars Kazań               | 213           |
| 2009/2010 | Giennadij Czuriłow                 | Łokomotiw Jarosław          | 221           |
| 2010/2011 | Iwan Tkaczenko                     | Łokomotiw Jarosław          | 220           |
| 2011/2012 | Aleksandr Pierieżogin              | Awangard Omsk               | 208           |
| 2012/2013 | Stanisław Czistow                  | Traktor Czelabińsk          | 220           |
| 2013/2014 | Maksim Jakucenia                   | Donbas Donieck              | 213           |
| 2014/2015 | Maksim Jakucenia                   | Traktor Czelabińsk          | 213           |
| 2015/2016 | Danis Zaripow                      | Mietałłurg Magnitogorsk     | 227           |
| 2016/2017 | Jan Kovář                          | Mietałłurg Magnitogorsk     | 230           |
| 2017/2018 | Jewgienij Timkin                   | Mietałłurg Magnitogorsk     | 224           |
| 2021/2022 | Pawieł Diedunow                    | Awangard Omsk               | 206           |
| 2022/2023 | Dienis Ziernow / Konstantin Okułow | Awangard Omsk / CSKA Moskwa | 230           |
| 2023/2024 | Jegor Jakowlew                     | Mietałłurg Magnitogorsk     | 234           |
| 2024/2025 | Aleksandr Połunin                  | Łokomotiw Jarosław          | 250           |